# International Boxing Hall of Fame
Det moderne International Boksning Hall of Fame (IBHOF) er et æresgalleri for de største personligheder indenfor boksesporten og befinder sig i Canastota, New York, USA. IBHOF er det ene af to internationalt anerkendte bokse-hall of fames, det andet er World Boxing Hall of Fame.
Den første udgave af Boxing Hall of Fame blev sponseret af Ring magazine og holdt i flere årtier til i Madison Square Garden i New York. Men i 1990 blev det flyttet til den lille by Canastota nær New York. Hvert år afholdes der i byen en ceremoni hvor de nye medlemmer af galleriet bliver hyldet. Her deltager både tidligere boksemestre og Hollywoodstjerner.
Professionelle boksere kan ikke blive udvalgt til IBHOF før de har været pensioneret fra sporten i fem år.
Den eneste dansker, der er optaget i IBHOF er den danske promotor Mogens Palle, der blev optaget i 2008 i anerkendelse af sin store betydning for boksesporten. De danskfødte boksere Battling Nelson og Kid Williams, der udvandrede til USA er dog tillige optaget.

## Medlemmer
Hall of Fame opfatter i dag:

### Moderne æra
| | | | |
| - Muhammad Ali (1990) - Sammy Angott (1998) - Fred Apostoli (2003) - Alexis Arguello (1992) - Henry Armstrong(1990) - Carmen Basilio(1990) - Wilfredo Benitez (1994) - Nino Benvenuti (1996) - Jackie Kid Berg (1992) - Jimmy Bivins (1999) - Joe Brown (1996) - Ken Buchanan (2000) - Charley Burley (1992) - Orlando Canizales (2009) - Miguel Canto (1998) - Michael Carbajal (2006) - Jimmy Carter (2000) - Marcel Cerdan (1991) - Antonio Cervantes (1998) - Bobby Chacon (2005) - Jeff Chandler (2000) - Jung-Koo Chang - Ezzard Charles(1990) - Julio Cesar Chavez (2011) - Curtis Cokes (2003) - Billy Conn (1990) - Pipino Cuevas (2002) - Roberto Duran (2007) - Flash Elorde (1993) - Jeff Fenech (2002) - George Foreman (2003) - Bob Foster (1990) - Joe Frazier (1990) - Gene Fullmer (1991) | - Khaosai Galaxy (1999) - Victor Galindez (2002) - Arturo Gatti (2013) - Kid Gavilan (1990) - Joey Giardello (1993) - Wilfredo Gómez (1995) - Humberto Gonzalez (2006) - Billy Graham (1992) - Rocky Graziano (1991) - Emile Griffith (1990) - Marvin Hagler (1993) - Fighting Harada (1995) - Thomas Hearns (2012) - Virgil Hill (2013) - Larry Holmes (2008) - Beau Jack (1991) - Lew Jenkins (1999) - Eder Jofre (1992) - Ingemar Johansson (2002) - Harold Johnson (1993) - Mark Johnson (2012) - Cocoa Kid (2012) - Ismael Laguna (2001) - Jake LaMotta (1990) - Sugar Ray Leonard (1997) - Lennox Lewis (2009) - Sonny Liston (1991) - Nicolino Locche (2003) - Duilio Loi (2005) - Danny Lopez - Ricardo Lopez (2007) - Joe Louis (1990) - Mike McCallum (2003) - Barry McGuigan (2005) - Rocky Marciano (1990) - Lloyd Marshall | - Joey Maxim (1994) - Bob Montgomery (1995) - Carlos Monzon (1990) - Archie Moore (1990) - Jose Napoles (1990) - Azumah Nelson (2004) - Terry Norris (2005) - Ken Norton (1992) - Ruben Olivares (1991) - Carl Bobo Olson (2000) - Carlos Ortiz (1991) - Manuel Ortiz (1996) - Carlos Palomino (2004) - László Papp (2001) - Willie Pastrano (2001) - Floyd Patterson (1991) - Eusebio Pedroza (1999) - Willie Pep (1990) - Pascual Pérez (1995) - Eddie Perkins (2008) - Aaron Pryor (1996) - Dwight Muhammad Qawi (2004) - Sugar Ramos (2001) - Sugar Ray Robinson (1990) - Luis Rodriguez (1997) - Edwin Rosario (2006) - Matthew Saad Muhammad (1998) - Sandy Saddler (1990) - Vicente Saldivar (1999) - Salvador Sanchez (1991) - Max Schmeling (1992) - Michael Spinks (1994) - Dick Tiger (1991) - Jose Torres (1997) | - Kostya Tszyu - Randy Turpin (2001) - Mike Tyson - Jersey Joe Walcott (1990) - Pernell Whitaker (2007) - Holeman Williams - Ike Williams (1990) - Chalky Wright (1997) - Myung-Woo Yuh (2013) - Tony Zale (1991) - Daniel Zaragoza (2004) - Carlos Zarate (1994) - Fritzie Zivic (1993) |

### ”Old timers”
| - Lou Ambers - Baby Arizmendi (2004) - Abe Attell - Max Baer (1995) - Jimmy Barry (2000) - Benny Bass (2002) - Battling Battalino (2003) - Paul Berlenbach - James J. Braddock (2001) - Jack Britton - Lou Brouillard (2006) - Panama Al Brown - Newsboy Brown - Tommy Burns - Tony Canzoneri - Georges Carpentier - Kid Chocolate - Joe Choynski (1998) - James J. Corbett - Young Corbett II (2010) - Young Corbett III (2004) - Johnny Coulon (1999) - Eugene Criqui (2005) - Les Darcy - Jack Delaney - Jack Dempsey - Jack (Nonpareil) Dempsey - Jack Dillon - Dixie Kid - George Dixon | - Jim Driscoll - Johnny Dundee - Sixto Escobar (2002) - Jackie Fields (2004) - Bob Fitzsimmons - Tiger Flowers - Joe Gans - Frankie Genaro (1998) - Mike Gibbons - Tommy Gibbons - George Godfrey (2007) - Harry Greb - Young Griffo - Harry Harris (2002) - Len Harvey (2008) - Pete Herman (1997) - Leo Houck (2012) - Peter Jackson - Joe Jeanette (1997) - James J. Jeffries - Jack Johnson - Gorilla Jones - Rocky Kansas (2010) - Louis "Kid" Kaplan (2003) - Stanley Ketchel - Johnny Kilbane - Jake Kilrain - Frank Klaus - Fidel LaBarba - Sam Langford | - George "Kid" Lavigne (1998) - Benny Leonard - Battling Levinsky - Harry Lewis (2008) - John Henry Lewis - Ted "Kid" Lewis - Tommy Loughran - Benny Lynch (1998) - Joe Lynch (2005) - Jack McAuliffe (1995) - Charles "Kid" McCoy - Packey McFarland - Terry McGovern - Jimmy McLarnin - Sam McVey (1999) - Sammy Mandell (1998) - Freddie Miller (1997) - Billy Miske - Charley Mitchell - Pedro Montanez (2007) - Owen Moran (2002) - Memphis Pal Moore (2011) - Battling Nelson (1992) - Kid Norfolk - Philadelphia Jack O'Brien - Billy Papke (2001) - Billy Petrolle - Willie Ritchie (2004) - Maxie Rosenbloom - Barney Ross | - Jack Root - Tommy Ryan - Dave Shade - Jack Sharkey - Tom Sharkey (2003) - Jimmy Slattery (2006) - Mysterious Billy Smith (2009) - Billy Soose - Freddie Steele - Young Stribling - Charles "Bud" Taylor (2005) - Lew Tendler (1999) - Marcel Thil (2005) - Gene Tunney - Pancho Villa - Barbados Joe Walcott - Mickey Walker - Freddie Welsh (1997) - Jimmy Wilde - Jess Willard (2003) - Kid Williams (1970) - Harry Wills - Ad Wolgast - Midget Wolgast (2001) - Teddy Yarosz (2006) |

### Pionerer
| | | | |
| - Barney Aaron - Young Barney Aaron (2007) - Caleb Baldwin - Jem Belcher - Benjamin Brain - Jack Broughton - James Burke - Jem Carney - Arthur Chambers - Tom Cribb | - Professor Mike Donovan - Paddy Duffy - Billy Edwards - James Figg - Joe Goss - John Gully - John C. Heenan - Tom Hyer - John Jackson - Tom Johnson | - Tom King - Nat Langham - Jem Mace - Daniel Mendoza - Tom Molineaux - John Morrissey - Henry Pearce - Jack Randall - Bill Richmond - Dutch Sam | - Young Dutch Sam - Tom Sayers - Tom Spring - John L. Sullivan - Bendigo Thompson - Jem Ward - James Wharton (2012) |

### Trænere, promotere og andre
| - Dave Andersen - Thomas S. Andrews - Ray Arcel - Bob Arum - Jarvis Astaire - Giuseppe Ballarati - George Benton - Jack Blackburn - William A. Brady - Humberto Branchini - Teddy Brenner - Michael Buffer (2012) - Bill Cayton - John Graham Chambers - Don Chargin - Stanley Christodoulou - Leonardo e Souza Carvalho (2002) - Gil Clancy - Irving Cohen - James W. Coffroth - Cus D'Amato - Jeff Dickson - Arthur Donovan | - Mickey Duff - Angelo Dundee - Chris Dundee - Don Dunphy - Dan Duva - Lou Duva - Aileen Eaton - Pierce Egan - Nat Fleischer - Richard Kyle Fox - Dewey Fragetta - Don Fraser - Eddie Futch - Charley Goldman - Ruby Goldstein - Murray Goodman - Joe Humphreys - Sam Ichinose - Jimmy Jacobs - Mike Jacobs - Jimmy Johnston - Jack Kearns | - Don King - Joe Koizumi - Mills Lane (2013) - Tito Lectoure - Jimmy Lennon, Jr. (2013) - A.J. Liebling - Lord Lonsdale - Harry Markson - Markien af Queensberry - Hugh D. McIntosh (2012) - Arthur Mercante - Dan Morgan - William Muldoon - Gilbert Odd - Tom O'Rourke - Mogens Palle - Dan Parker - George Parnassus - Tex Rickard - Freddie Roach (2012) - Irving Rudd - Rodolfo Sabbatini - Lope Sarreal - George Siler | - Sam Silverman - Jack Solomons - Emanuel Steward - Sam Taub - Herman Taylor - Rip Valenti (2012) - Lou Viscosi - Jimmy Walker - Frank Warren - Al Weill |

### Observatører
| - Dave Anderson (2008) - Al Bernstein (2012) - Lester Bromberg - Jimmy Cannon - Harry Carpenter - Ralph Citro - Howard Cosell - TAD Dorgan | - Jack Fiske - Bill Gallo - Reg Gutteridge - Colin Hart (2013) - W.C. Heinz - Jersey Jones - Hank Kaplan - Michael Katz - Joe Koizumi | - Hugh McIlvanney - Larry Merchant - Harry Mullan - Barney Nagler - Leroy Neiman - Damon Runyon - Budd Schulberg - Ed Schuyler | - Sylvester Stallone - Bert Sugar - Stanley Weston |

## Eksterne link
- IBHOF hjemmeside

43°05′N 75°45′V / 43.09°N 75.75°V